# Logický analyzátor

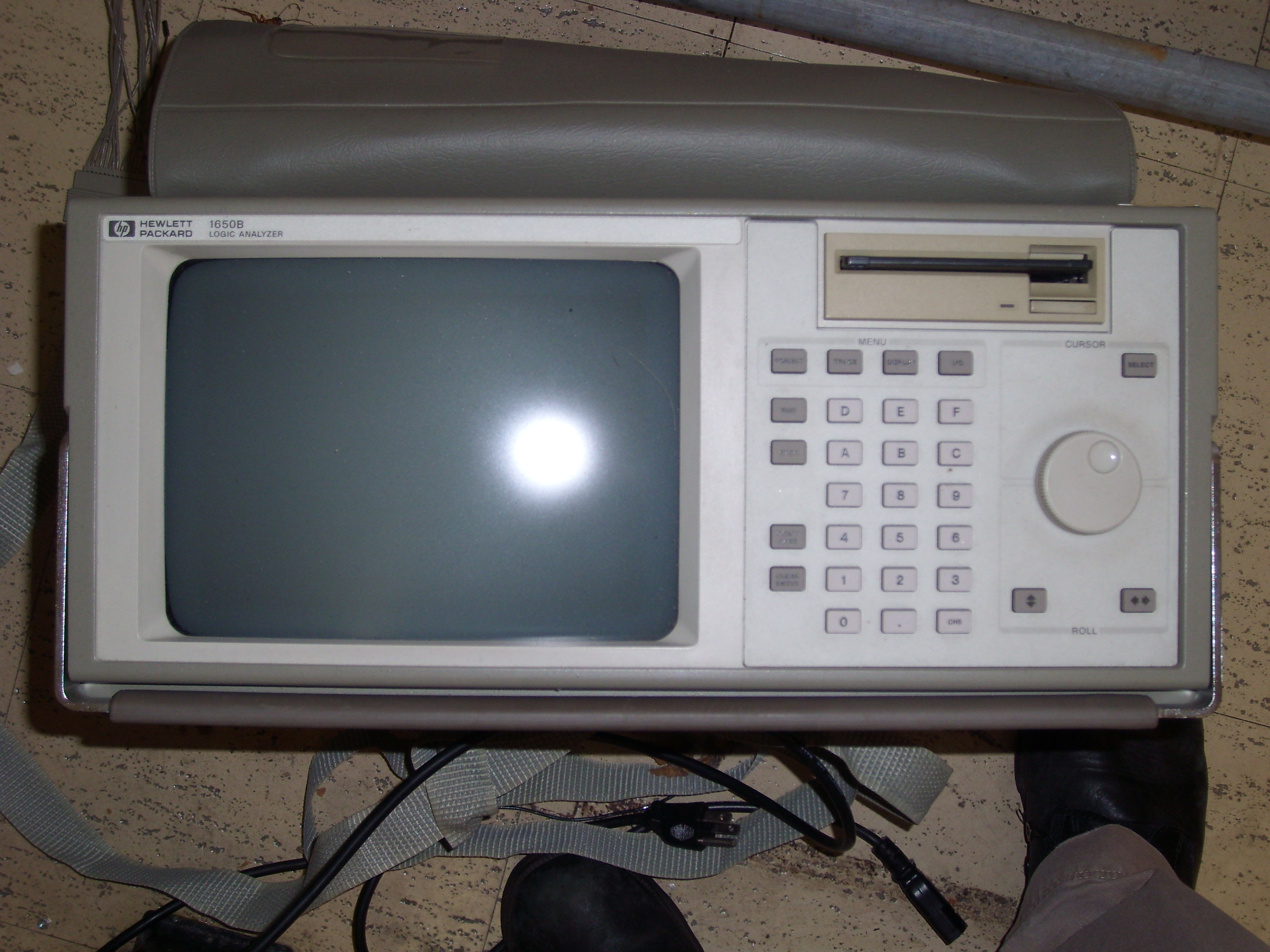
Logický analyzátor

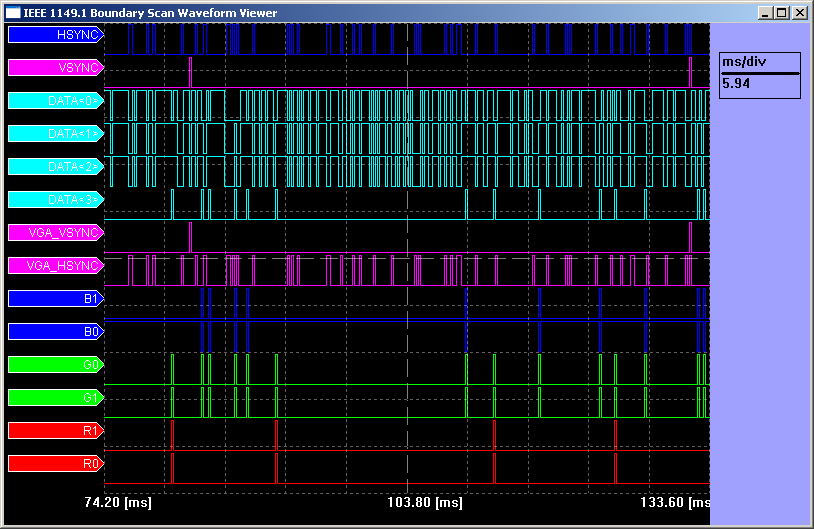
Průběh signálu zobrazený na PC

Logický analyzátor je zařízení, které umožňuje zobrazit logické signály v digitálním zařízení. Proti osciloskopu umožňuje logický analyzátor zobrazit mnohem více průběhů (řádově desítky, stovky, až tisíce). Od 90. let 20. století se ale vyrábějí i osciloskopy pro smíšené signály, které mají kromě analogových vstupů i vstupy digitální (obvykle nejméně 16). Takové osciloskopy pak plní i funkci logických analyzátorů.
V současné době jsou k dispozici tři typy logických analyzátorů:
- Mainframe, modulární systém, součástí jsou mnohdy další měřící zařízení (např. HP 1650A)
- Samostatné logické analyzátory, které není možné dále rozšířit
- Programy pro PC

Klasické logické analyzátory se připojují ke sledovanému zařízení obvykle pomocí mnoha jednotlivých vodičů. Pro sledování sběrnic je možné k logickému analyzátoru připojit modul, který usnadní propojení sběrnice a logického analyzátoru. U zařízení se sběrnicí JTAG je možné sledovat libovolné množství signálů s využitím pouze 4 vodičů vyhrazených pro JTAG, ovšem za cenu nižší vzorkovací frekvence.
Nejznámější výrobci logických analyzátorů, Agilent a Tektronix, tvoří cca 95% trhu.